# Арса Сарасін
Арса Сарасін (тай. อาสา สารสิน) (англ. Arsa Sarasin) (26 травня 1936, Бангкок) — генеральний секретар короля Його величність короля Пумібола Адульядея та колишній міністр закордонних справ Таїланду.

## Життєпис
Народився 26 травня 1936 року у Бангкоку, син Пота Сарасіна, колишнього прем'єр-міністра Таїланду. Початкову освіту отримав у Бангкокському християнському коледжі, потім закінчив середню школу Dulwich College, в Англії, Вища освіту в Академії Вілбрагама, США. Отримав ступінь бакалавра Бостонського університету в США.
З 1959 року — співробітник Департаменту економічних питань Міністерства закордонних справ Таїланду;
У 1961—1963 рр. — Відділ договорів оборони Південно-Східної Азії Відділ міжнародних організацій;
У 1963—1965 рр. — перший секретар Посольства Королівства Таїланду, Токіо, Японія;
У 1965—1967 рр. — Перший секретар відділу Південно-Східної Азії, міський департамент;
У 1967—1970 рр. — начальник відділу політичних питань Південної Азії, Близького Сходу, Далекого Сходу та Африки;
У 1970—1971 рр. — Перший секретар Посольства Королівства Таїланду в Куала-Лумпур, Малайзія;
У 1971—1972 рр. — директор департаменту політичних питань Південно-Східної Азії;
У 1972—1974 рр. — секретар міністра закордонних справ Таїланду;
У 1974—1975 рр. — директор відділу політики та планування Управління постійного секретаря, Міністерство закордонних справ, Секретаріат Національного секретаріату Асоціація націй Південно-Східної Азії, Асоціація націй Південно-Східної Азії Азіатсько-Тихоокеанська рада (ASA-ASEAN та Національний секретаріат ASPAC (Таїланд));
У 1975—1977 рр. — генеральний директор департаменту економічних питань;
У 1977—1980 рр. — посол Таїланду в Бельгії і голова тайської делегації в Європейському економічному співтоваристві;
У 1980—1982 рр. — генеральний директор департаменту міських справ;
У 1982—1986 рр. — постійний секретар Міністерства закордонних справ;
У 1986—1988 рр. — посол Таїланду в США;
У 1988—1991 рр. — керуючий директор Padaeng Industry Company Limited;
З березня 1991 по квітень 1992 — Міністр закордонних справ Таїланду;
З червня 1992 по вересень 1992 — міністр закордонних справ Таїланду;
З 27 квітня 2000 р. — заступник Генерального секретаря Його величність короля Пумібола Адульядея (Рама ІХ);
З 21 серпня 2000 р. — генеральний секретар Його величність короля Пумібола Адульядея (Рама ІХ).